# Haltérophilie aux Jeux olympiques d'été de 2016 - Moins de 85 kg hommes
Navigation
Londres 2012
L'épreuve des moins de 85 kg en haltérophilie des Jeux olympiques d'été de 2016 a lieu le 12 août 2016 au Riocentro de Rio de Janeiro.

## Programme
Heure de Rio (UTC−03:00)
| Date         | Horaire | Épreuve  |
| ------------ | ------- | -------- |
| 12 août 2016 | 10 h 00 | Groupe B |
| 12 août 2016 | 19 h 00 | Groupe A |

## Médaillés

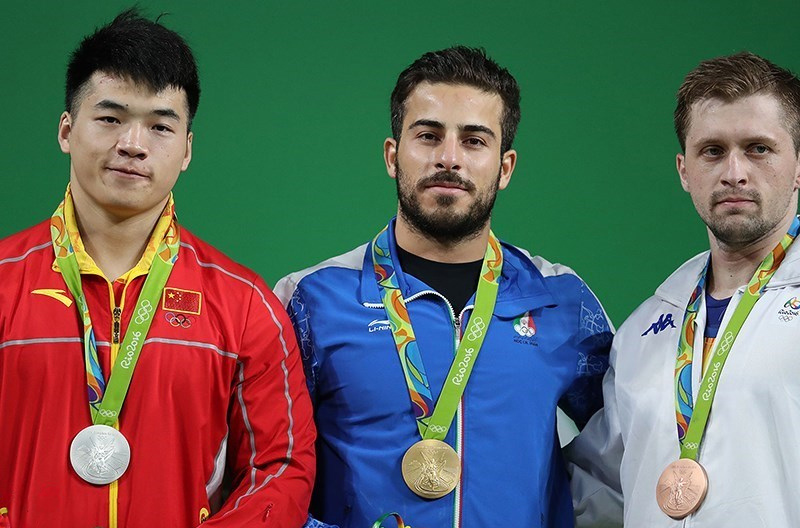
Le podium : Rostami, Tian et Sîncrăian (plus tard disqualifié pour dopage).

| Or               | Argent   | Bronze       |
| Kianoush Rostami | Tian Tao | Denis Ulanov |

## Records
Avant la compétition, les records du monde et olympiques sont les suivants.
| Record du monde  | Arraché     | Andrei Rybakou (BLR)   | 187 kg | Chiang Mai, Thaïlande | 22 septembre 2007 |
| Record du monde  | Épaulé-jeté | Kianoush Rostami (IRN) | 220 kg | Téhéran, Iran         | 31 mai 2016       |
| Record du monde  | Total       | Kianoush Rostami (IRN) | 395 kg | Téhéran, Iran         | 31 mai 2016       |
| Record olympique | Arraché     | Andrei Rybakou (BLR)   | 185 kg | Pékin, Chine          | 15 août 2008      |
| Record olympique | Épaulé-jeté | Pýrros Dímas (GRE)     | 215 kg | Sydney, Australie     | 23 septembre 2000 |
| Record olympique | Total       | Andrei Rybakou (BLR)   | 394 kg | Pékin, Chine          | 15 août 2008      |

## Résultats
|  | Record du monde  |
|  | Record olympique |

| Rang                                | Athlète                      | Groupe | Poids de l’athlète | Arraché (kg) | Arraché (kg) | Arraché (kg) | Arraché (kg) | Épaulé-jeté (kg) | Épaulé-jeté (kg) | Épaulé-jeté (kg) | Épaulé-jeté (kg) | Total |
| Rang                                | Athlète                      | Groupe | Poids de l’athlète | 1            | 2            | 3            | Résultat     | 1                | 2                | 3                | Résultat         | Total |
| ----------------------------------- | ---------------------------- | ------ | ------------------ | ------------ | ------------ | ------------ | ------------ | ---------------- | ---------------- | ---------------- | ---------------- | ----- |
| Médaille d'or, Jeux olympiques      | Kianoush Rostami (IRI)       | A      | 84.26              | 174          | 179          | 182          | 179          | 215              | 215              | 217              | 217              | 396   |
| Médaille d'argent, Jeux olympiques  | Tian Tao (CHN)               | A      | 84.85              | 173          | 178          | 178          | 178          | 210              | 210              | 217              | 217              | 395   |
| Médaille de bronze, Jeux olympiques | Denis Ulanov (KAZ)           | A      | 84.95              | 170          | 175          | 175          | 175          | 215              | 215              | 215              | 215              | 390   |
| 4                                   | Oleksandr Pieliechenko (UKR) | A      | 84.73              | 170          | 173          | 175          | 175          | 210              | 210              | 212              | 210              | 385   |
| 5                                   | Petr Asayonak (BLR)          | A      | 84.24              | 165          | 170          | 173          | 170          | 201              | 207              | 215              | 207              | 377   |
| 6                                   | Pavel Khadasevich (BLR)      | A      | 84.47              | 166          | 170          | 173          | 170          | 195              | 201              | 201              | 195              | 365   |
| 7                                   | Faris Ibrahim (QAT)          | A      | 84.79              | 151          | 155          | 158          | 158          | 197              | 203              | 208              | 203              | 361   |
| 8                                   | Giovanni Bardis (FRA)        | B      | 84.63              | 160          | 160          | 165          | 165          | 185              | 190              | 192              | 192              | 357   |
| 9                                   | Benjamin Hennequin (FRA)     | A      | 84.43              | 155          | 160          | 160          | 155          | 195              | 202              | 202              | 195              | 350   |
| 10                                  | Yoelmis Hernández (CUB)      | A      | 84.49              | 150          | 150          | 150          | 150          | 200              | 205              | 205              | 200              | 350   |
| 11                                  | Theodoros Iakovidis (GRE)    | B      | 84.58              | 151          | 156          | 160          | 160          | 186              | 190              | 197              | 190              | 350   |
| 12                                  | Pascal Plamondon (CAN)       | B      | 85.00              | 150          | 155          | 155          | 155          | 185              | 185              | 190              | 190              | 345   |
| 13                                  | Yu Dong-ju (KOR)             | B      | 84.44              | 150          | 157          | 157          | 150          | 190              | 195              | 195              | 190              | 340   |
| 14                                  | Amar Musić (CRO)             | B      | 84.58              | 140          | 145          | 150          | 150          | 180              | 180              | 186              | 186              | 336   |
| 15                                  | Richie Patterson (NZL)       | B      | 84.13              | 145          | 149          | 149          | 149          | 181              | 186              | 187              | 181              | 330   |
| 16                                  | Hoàng Tấn Tài (VIE)          | B      | 84.27              | 135          | 140          | 145          | 145          | 172              | 180              | 185              | 180              | 325   |
| 17                                  | Welisson Silva (BRA)         | B      | 84.69              | 140          | 145          | 150          | 145          | 180              | 190              | 190              | 180              | 325   |
| 18                                  | Milko Tokola (FIN)           | B      | 84.79              | 140          | 145          | 148          | 145          | 170              | 175              | 175              | 175              | 320   |
| 19                                  | Khalid El-Aabidi (MAR)       | B      | 80.57              | 120          | 127          | 130          | 120          | 153              | 160              | 165              | 165              | 285   |
| 20                                  | Christian Amoah (GHA)        | B      | 83.52              | 121          | 125          | 130          | 130          | 153              | 153              | 157              | 153              | 283   |
| –                                   | Kyle Micallef (MLT)          | B      | 84.87              | 118          | 118          | 118          | DNF          | NC               | NC               | NC               | NC               | DNF   |
| –                                   | Arakel Mirzoyan (ARM)        | A      | 83.67              | 158          | 158          | 160          | 158          | NC               | NC               | NC               | NC               | DNF   |
| DSQ                                 | Gabriel Sîncrăian (ROU)      | A      | 84.33              | 167          | 171          | 173          | 173          | 204              | 212              | 217              | 217              | 390   |

 Antonis Martasidis (CYP) devait également participer à l’épreuve, mais en a été exclu après un test antidopage positif le 25 juillet.

## Nouveaux records
| Épaulé-jeté | 217 kg | Tian Tao (CHN)         | Record olympique                  |
| Total       | 395 kg | Tian Tao (CHN)         | Record olympique                  |
| Total       | 396 kg | Kianoush Rostami (IRI) | Record olympique, record du monde |